# 垫江县
垫江县位于重庆市中部，属于渝东北生态涵养发展区。幅员面积1518平方公里，总人口95万，下辖两个乡两个街道22个镇。
垫江是国花牡丹的发源地，每年当垫江牡丹竞相开放时， 当地都会在垫江体育馆举办演唱会，以此开启牡丹文化节。
垫江的陆路交通十分发达。沪渝高速、沪蓉高速在境内太平互通，垫江站位于渝万城际铁路中点，通过长垫梁货运铁路可利用长寿港，而垫丰武高速则连接了同处于渝东北生态涵养发展区的丰都县与深处渝东南生态保护发展区的武隆区。

## 历史沿革
垫江建县于漢代，屬巴郡。
唐朝初年，朝廷改临江县地为清水县，后又更其名为桂溪县。宋朝时期，桂溪县并入垫江县。元朝初年，垫江县并入丰都县，同时设置临江巡检司管理原垫江县地区。元朝末年，又复置垫江县。
清朝时期，垫江县先后隶属于重庆府忠州 (唐朝)和忠州直隶州。民国时，垫江又先后隶属于东川道和第十行政督察区。中华人民共和国成立后，垫江仍先后隶属于大竹、涪陵专区。直至重庆升格为直辖市，垫江才改为由重庆市直接管辖的县级行政区。

## 交通
- 公路： 350国道过境。
- 铁路：郑渝高速铁路垫江站

## 行政区划
垫江县下辖2个街道办事处、22个镇、2个乡：
桂溪街道、桂阳街道、新民镇、沙坪镇、周嘉镇、普顺镇、永安镇、高安镇、高峰镇、五洞镇、澄溪镇、太平镇、鹤游镇、坪山镇、砚台镇、曹回镇、杠家镇、包家镇、白家镇、永平镇、三溪镇、裴兴镇、黄沙镇、长龙镇、沙河乡和大石乡。
又划设了包括澄溪镇、高安镇在内的两个县级经济中心镇，及分别作为南部片区中心的坪山镇、中南片区中心的高峰镇和北部片区中心的周嘉镇等三个片区中心镇。

## 地理
垫江位于重庆市中部，地处华蓥山脉东部。幅员面积1518平方公里，地理坐标为东经107°13′至107°40′，北纬29°38′至30°31′。西临四川省邻水县、大竹县，北靠梁平县，东与忠县、丰都县相连，南部地区则与长寿区、涪陵区相接。
垫江地貌以丘陵为主，境内东西部山岭耸峙，切割成谷，千米山峰屹立，山间槽地交错；中部高滩河纵惯全境，一系列溪河、小沟冲、平坝镶嵌其中，形成绵亘起伏的丘陵。最高海拔1183m，最抵海拔320m，全县地势北高南低，按高程可分为边缘局部中低山区、西南局部及边缘低山区和中部丘陵河谷三部分。
地震因素方面，垫江地震基本烈度为小于6度区，地震动峰值加速度为0.05g，特征周期为0.25s。

### 气候
垫江地处亚热带，气候温和湿润，四季分明；属季风气候，春早冷暖多变，夏热常有干旱发生，秋凉多连绵阴雨，冬冷无严寒。年平均气温17.0摄氏度，历年平均降水量为1183.1毫米。

### 特产
垫江的特产包括可食用的垫江石磨豆花、垫江砸酒、垫江牛头、黄沙白柚以及垫江丹皮、酱瓜，和文化工艺产品如垫江交雕、棕竹手杖以及牛角烟具等。

## 经济
2015年，垫江县实现地区生产总值2398394万元，同比增长11.1% 。其中：第一产业增加值为352883万元，第二产业增加值为1196810万元，第三产业增加值为848701万元，分别增长5.1%、12.6%、11.5%。产业结构由2014年的14.5：57.0：28.5调整为14.7：49.9：35.4。
2015年，垫江县的人均GDP为35442.59元，位列重庆38区县第23位，处于中游水平，但低于全市平均值。